# Curso Alfa
O Curso Alpha é um curso básico de fé cristã, normalmente auto-proclamado como “uma oportunidade de explorar o sentido da vida”, com o objetivo de atrair pessoas que não frequentam igreja ou encontram-se afastados da fé, para aprender sobre as bases do cristianismo num ambiente mais informal e descontraído. 
Com origem na Igreja Anglicana, o curso é oferecido em 169 países por muitas denominações cristãs diferentes, incluindo as Igrejas Anglicana, Luterana, Batista, Metodista, Presbiteriana, Pentecostal, Ortodoxa, Hillsong, Vineyard, Católica, Assembleia de Deus e outras denominações históricas e Igrejas independentes.

## História
O Curso Alpha começou com o Reverendo Charles Marnham, pastor da Igreja Anglicana Holy Trinity, Brompton, em Londres. No início, era um curso para os membros da igreja, assente nas bases da fé cristã, mas depois passou a ser uma introdução a esta fé, para todos os que se interessassem. Em 1990, Nick Gumbel, a essa altura pastor da Holy Trinity, tomou a liderança do curso a convite do Reverendo Sandy Millar, o então vigário, e supervisionou a sua revisão e expansão. 
Em 2007, mais de 33500 foram dados em mais de 160 países e em diferentes confissões cristãs. No início até 2007, mais de 10 milhões de pessoas haviam atendido a um Curso Alpha. Hoje, estima-se que mais de 24 milhões de pessoas já tenham participado de um Alpha, nos 5 continentes. 

## Estrutura
O Curso Alpha hoje tem diferentes recursos para ser organizado, porém basicamente se perfaz numa série de 10 sessões, uma por semana, antecedida por uma refeição (que pode ser simples ou mais incrementada, dependendo dos recursos que se tiver), que inclui a exposição do tema: "Cristianismo: uma religião falsa, aborrecida e ultrapassada?", ou em outras versões, inicia-se com o tema "A Vida é Só Isso?".
Ao meio do curso, haverá um dia ou um fim-de-semana fora, que inclui três ou quatro palestras. Cada sessão começa com uma refeição, seguida de uma palestra ou filme e, após isso, um bate-papo em pequenos grupos. As palestras tratam dos pilares fundamentais da fé cristã.
A lista completa de palestras, seguindo a estrutura do livro Questões de Vida de Nicky Gumbel:
1. O Cristianismo: uma religião falsa, aborrecida e ultrapassada? (nos cursos em vídeo, a primeira sessão trata do tema "Há Algo mais Na vida Além disso?".)
2. Quem é Jesus?
3. Por que Jesus morreu?
4. Como Podemos Ter Fé?
5. Ler a Bíblia: porquê e como?
6. Por que e Como Orar?
7. Como que Deus Nos Guia?
8. Quem é o Espírito Santo.
9. O Que Faz o Espírito Santo?
10. Como Posso Ser Cheio do Espírito Santo?
11. Como Posso Resistir ao Mal?
12. Deus Ainda Cura Hoje?
13. O Que é Igreja?

Há algumas versões diferentes do Curso Alpha que são especialmente adaptadas ao tipo de público alvo, nomeadamente o Alpha Jovem e Alpha para Prisões.

## Alpha Jovem
O curso tem uma versão para jovens interativa e dinâmica, apresentada pelos pastores canadenses e líderes de jovens Ben Woodman e Jason Ballard.

## Doutrina
O ensino no Curso Alpha tem por objetivo centrar-se nos aspectos da fé cristã que todas as diferentes confissões cristãs aprovam. Desde o início do Curso há a consciência de que o que une os cristãos é maior do que aquilo que os separa. 
Algumas histórias de conversões no livro dos Atos dos Apóstolos (2,1ss; 9,17-19; 10,44-46; 19,1-6) são vistas como normativas. 
Sendo uma introdução para os temas centrais da fé cristã, o Alpha não incorpora temas polêmicos como a homossexualidade, relações pré-matrimoniais ou astrologia.

## Críticas
Uma fonte da crítica por parte de extremistas conservadores cristãos refere-se a uma capítulo do livro "Searching Issues" de Gumbel que refere que  obviamente a evolução e o livro do Génesis não são incompatíveis, e que a Terra, como a geologia demonstra, não foi criada em seis dias. O mesmo livro contém também um capítulo que condena a homossexualidade. A Gay and Lesbian Association produziu um documento em resposta.